# Montsoult
Montsoult egy község Franciaországban. Lakosainak száma 4095 fő (2022. január 1.).

## Földrajza
Montsoult Maffliers, Baillet-en-France, Attainville, Chauvry, Nerville-la-Forêt és Villiers-Adam községekkel határos.